# Carex mayebarana
Carex mayebarana är en halvgräsart som beskrevs av Jisaburo Ohwi. Carex mayebarana ingår i släktet starrar, och familjen halvgräs. Inga underarter finns listade i Catalogue of Life.